# Najstarsza Poznańska Fabryka Wódek i Likierów Artur Gaede przy ul. św. Wojciech w Poznaniu
Najstarsza Poznańska Fabryka Wódek i Likierów Artur Gaede przy ul. św. Wojciech w Poznaniu (także Fabryka Czekolady, Cukrów i Wyrobów Owocowych) – nieistniejąca fabryka wódek, likierów i słodyczy usytuowana przy ul. Święty Wojciech na obszarze centrum Poznania (Święty Wojciech). 

## Historia
W październiku 1919 roku Artur Gaede nabył przedsiębiorstwo „Najstarsza fabryka likierów, wytłocznia soków oraz win owocowych egzystująca od roku 1816 firma J. Prochownik”, które mieściło się przy ul. Szewskiej w Poznaniu. W miejscu dawnej firmy zostawił probiernię alkoholi, a całą produkcję przeniósł do zakupionych zabudowań przy ul. św. Wojciech 29.  Zakupił także kamienicę pod nr. 30, graniczącą z fabryką, gdzie zamieszkał wraz z rodziną.
Artur Gaede rozszerzył działalność przedsiębiorstwa i w 1922 roku miał swoje zakłady, oprócz Poznania, w Działdowie, Toruniu i Katowicach. W Działdowie była to działająca od 1850 roku fabryka wódek i likierów „M. Buetow”. W Toruniu działająca od 1868 roku destylarnia spirytusu firmy „Markus Henius”. Natomiast w Katowicach zakupił fabrykę gwoździ i powozów, gdzie utrzymując produkcję gwoździ, pozostałą część przebudował na fabrykę likierów. Oprócz destylacji spirytusu Artur Gaede specjalizował się w produkcji wódek gatunkowych, w szczególności winiaków i likierów: Griotka, Benuś, Herbavit, Souvenir, Al.-Pari i Portwein.
W 1927 roku poszerzono działalność i rozpoczęto wytwarzanie cukierków, karmelków, dropsów, marmolady i powideł. W tym samym roku produkcję wódek czystych i handel nimi przejęła działająca od 1 stycznia 1925 roku dyrekcja Państwowego Monopolu Spirytusowego, która ustalała także ceny sprzedaży. Prywatne firmy mogły produkować tylko wódki gatunkowe, co przyczyniło się do spadku produkcji. Z kolei kryzys z lat 1929–1933 obniżył zapotrzebowanie na likiery i słodycze. 30 kwietnia 1932 na terenie fabryki wybuchł pożar, który spowodował straty w wysokości 15 tys. ówczesnych złotych.
W 1934 roku wyznaczono nadzorcę sądowego przedsiębiorstwa. Artur Gaede wkrótce sprzedał swoje wszystkie zakłady, zostawiając tylko ten przy ul. św. Wojciech. Po rozbudowie w 1937 roku, zakład jako pierwszy w Polsce rozpoczął produkcję Wódki Stołowej 45%, podwójnie rektyfikowanej. Z dniem 31 lipca 1939 roku firmę postawiono w stan upadłości. 14 kwietnia 1940 roku okupacyjny, niemiecki nazistowski sąd rejonowy zawiesił postępowanie upadłościowe. Wyznaczono komisarzy zarządzających przedsiębiorstwem. W tym czasie wytwarzano cukierki, drażetki, marmoladę i soki.
Po zakończeniu wojny zakład przeszedł pod zarząd przymusowy państwa polskiego. Następnie w latach 1945–1948 wytwórnię wydzierżawiono producentowi słodyczy Stanisławowi Mareckiemu. Później wytwórnię przejęła Państwowa Wytwórnia Cukierków „Ira”, która była III Oddziałem Państwowej Fabryki Cukrów, Czekolady i Keksów „Goplana” w Poznaniu. W marcu 1953 roku fabrykę „Ira” przekazano Farmaceutycznej Spółdzielni Pracy w Poznaniu. Obecnie siedzibę w tym miejscu ma Zakład Chemiczno-Farmaceutyczny „Farmapol”.

## Galeria

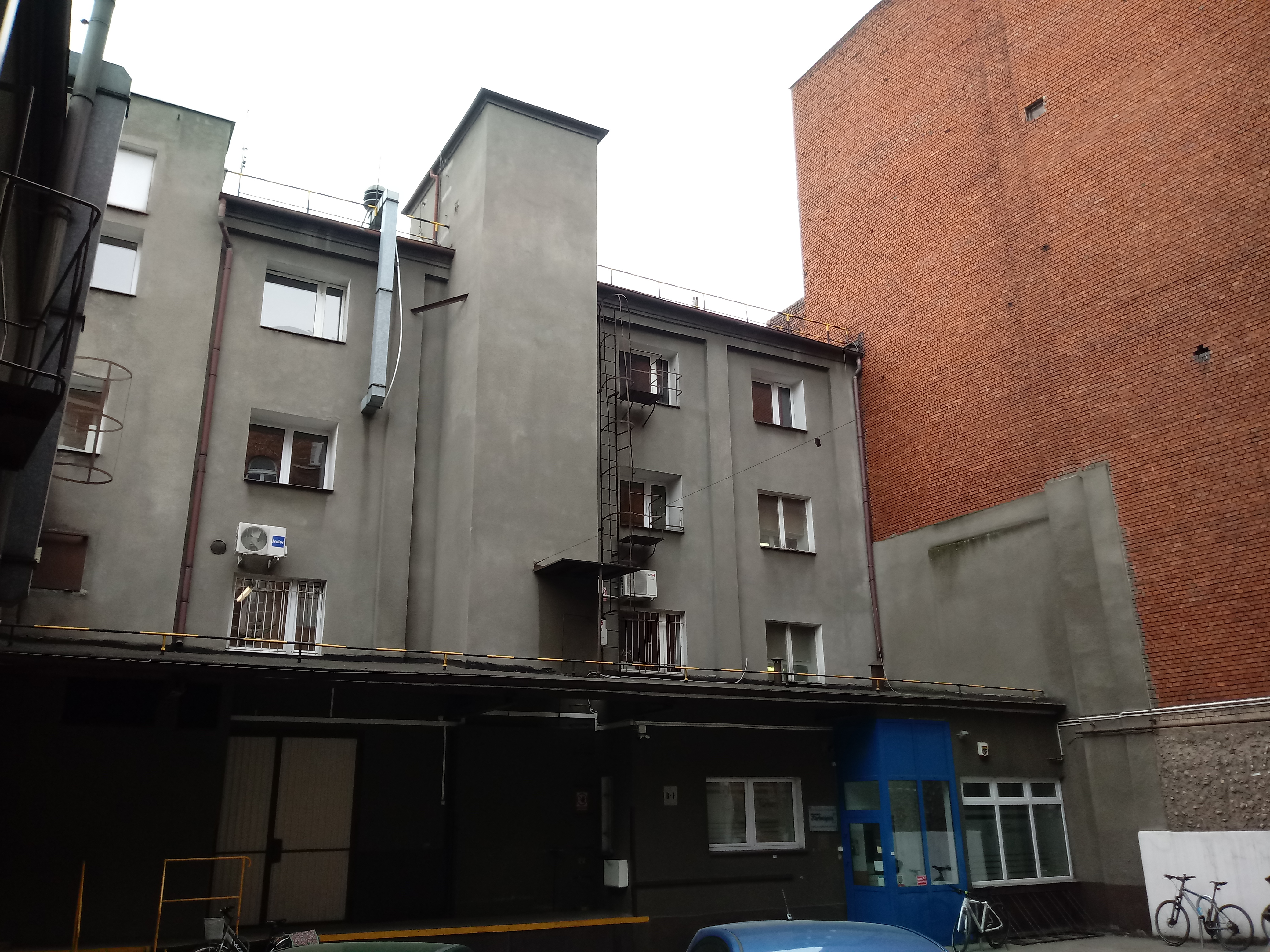
Podwórze zakładu
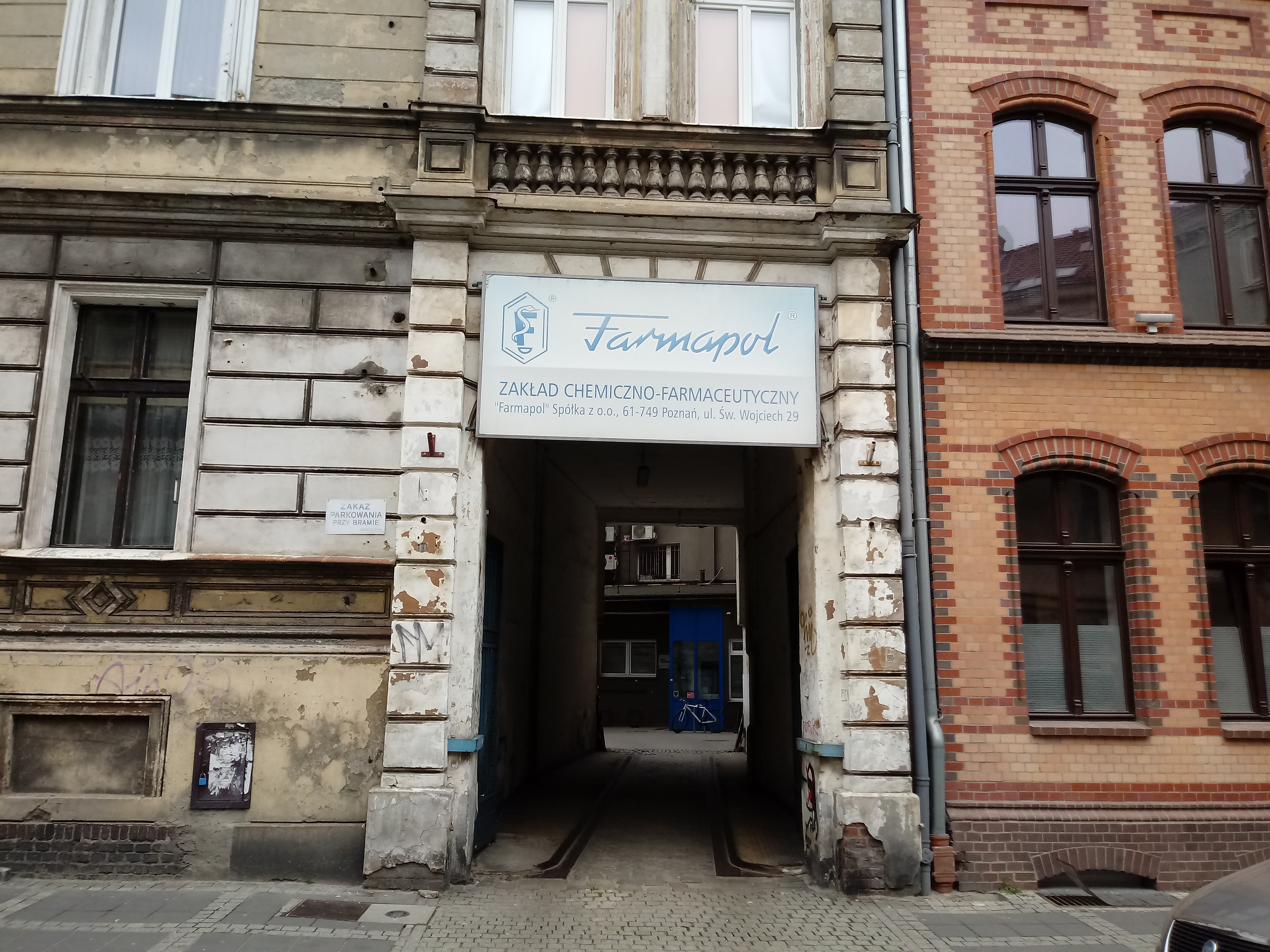
Brama wjazdowa do zakładu
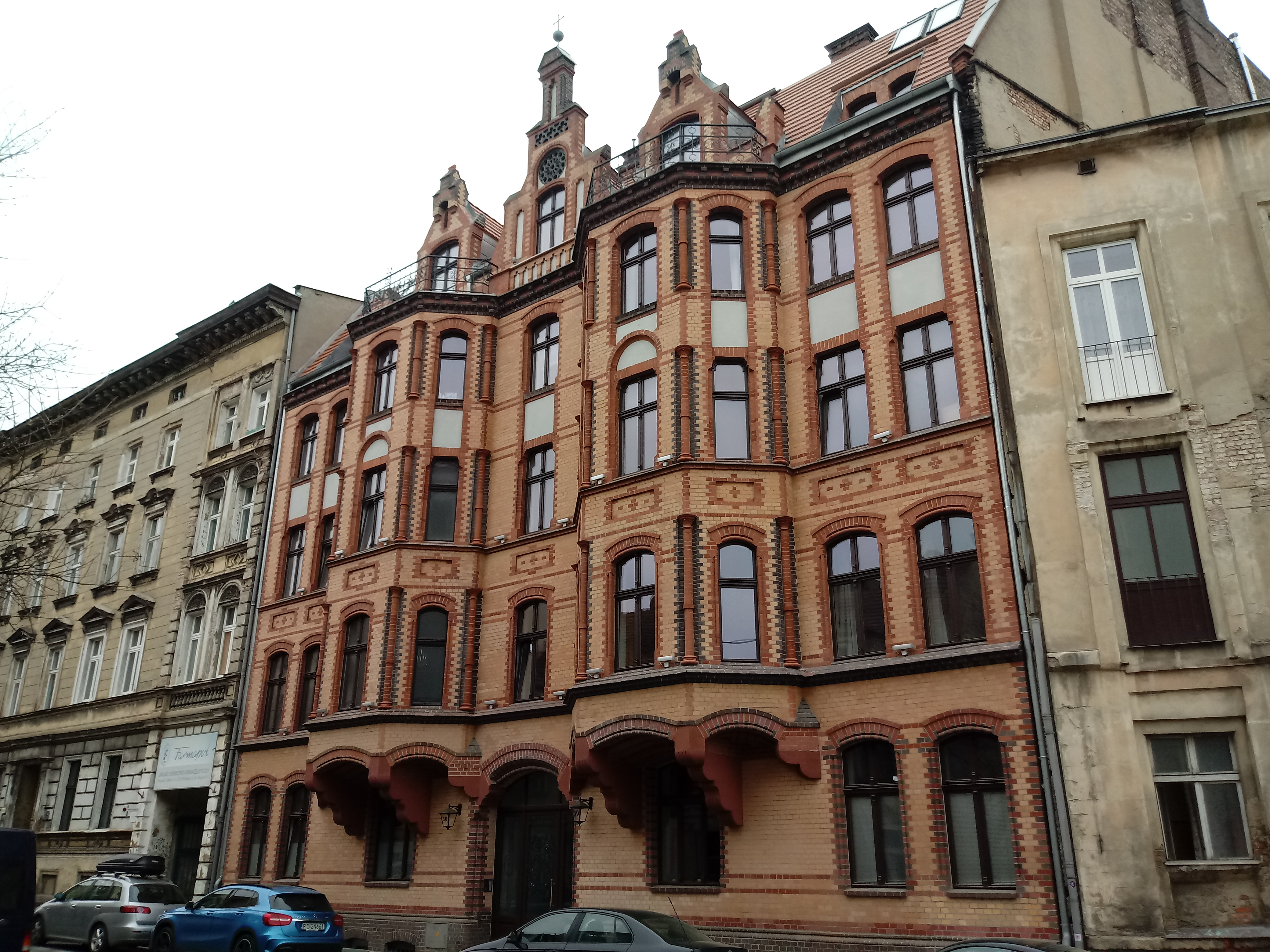
Kamienica przy zakładzie, św. Wojciech 30